# Dīmītrīs Domazos
Dīmītrīs Domazos, detto Mimīs (in greco: Δημήτρης "Μίμης" Δομάζος; Atene, 22 gennaio 1942 – Atene, 24 gennaio 2025), è stato un calciatore greco, di ruolo centrocampista.

## Palmarès

### Club

#### Competizioni nazionali
- Campionato greco: 10

Panathinaikos: 1959-1960, 1960-1961, 1961-1962, 1963-1964, 1964-1965, 1968-1969, 1969-1970, 1971-1972, 1976-1977
AEK Atene: 1978-1979
- Coppa di Grecia: 3

Panathinaikos: 1966-1967, 1968-1969, 1976-1977
- Supercoppa di Grecia: 1

Panathinaikos: 1970 (non ufficiale)

#### Competizioni internazionali
- Coppa dei Balcani per club: 1

Panathinaikos: 1977